# Brug 1175
Brug 1175 is een bouwkundig kunstwerk in Amsterdam-Zuidoost.
Op de scheidslijn tussen de woonwijk Kantershof en het park de Bijlmerweide is een water aangelegd voor de waterhuishouding van wijk en park. Tegelijkertijd waren er talloze verbindingen nodig tussen wijk en park. Men koos de watergang grotendeels te laten doorstromen middels duikers waarover dat voet- en fietspaden werden gelegd. Die zogenaamde duikerbruggen hebben alle hetzelfde uiterlijk (bijvoorbeeld brug brug 1176), behalve brug 1175. Dit is een smalle betonnen voetbrug, die ook de vernieuwingsslag 2015 binnen de parkbruggen alhier overleefde.
Dirk Sterenberg van de Dienst der Publieke Werken kwam met een vijftien meter langen overspanning van vijf betonnen liggers waarbij de landhoofden ook nog eens aan beide zijden vier meter in de oevers zijn verankerd. De brug is tweeënhalve meter breed, waarvan aan beide zijden 50 cm werd ingeruimd voor balustraden en leuningen. De brug behoort tot een serie varianten die Sterenberg voor Amsterdam-Zuidoost ontwierp. De serie is te herkennen aan de kijkgaten in de borstweringen; die gaten hebben een vorm van een zandloper (twee aangesloten trechters). Ook is er overeenkomst tussen leuningen, balustraden en het nummerplaatje (zie bijvoorbeeld brug 1130). 
<<< · 1100 · 1101 · 1107 · 1008 · 1009 · 1110 · 1111 · 1119 · 1121 · 1122 · 1123 · 1124 · 1125 · 1126 · 1127 · 1128 · 1129 · 1130 · 1131 · 1132 · 1133 · 1134 · 1135 · 1139 · 1140 · 1141 · 1142 · 1143 · 1144 · 1145 · 1146 · 1148 · 1149 · 1150 · 1151 · 1152 · 1153 · 1154 · 1155 · 1156 · 1157 · 1159 · 1162 · 1163 · 1164 · 1165 · 1167 · 1170 · 1171 · 1172 · 1173 · 1174 · 1175 · 1176 · 1177 · 1179 · 1180 · 1181 · 1182 · 1183 · 1184 · 1186 · 1187 · 1188 · 1189 · 1190 · 1191 · 1192 · 1193 · 1194 · 1195 · 1196 · 1197 · 1198 · 1199 · >>>
Brugnummers 1102-1106 (gesloopt), 1112-1118 (gesloopt), 1120, 1136-1138, 1145, 1147, 1158 (onbekend), 1160, 1161, 1166, 1168, 1169, 1178 en 1185 (voetbrug Bijlmerweide bouw 1970, sloop 2015) zijn niet (meer) vergeven.